# Kira Lewis
Kira Aundrea Lewis Junior (* 6. April 2001) ist ein US-amerikanischer Basketballspieler.

## Laufbahn
Lewis spielte an der Hazel Green High School im US-Bundesstaat Alabama. Als Spieler der University of Alabama (ab 2018) erzielte er in zwei Spieljahren 1031 Punkte und auf diese Weise der zweite Spieler in der Geschichte der Hochschulmannschaft, dem eine vierstellige Punktausbeute innerhalb von zwei Jahren gelang. Der erste war James „Hollywood“ Robinson.
Lewis war in der Saison 2018/19 der USA-weit jüngste Basketballspieler, der eine Partie in der ersten NCAA-Division bestritt. In der Saison 2019/20 kam Lewis auf Mittelwerte von 18,5 Punkten, 5,2 Korbvorlagen und 1,8 Ballgewinne (bei einer Einsatzzeit von 37,6 Minuten pro Spiel). Das waren jeweils Mannschaftshöchstwerte. Lewis studierte im Hauptfach Verbraucherwissenschaft.
Er entschied sich, die Hochschule nach zwei Spieljahren zu verlassen, um ins Profilager zu wechseln und sich für das Draftverfahren der NBA anzumelden. Diesen Entschluss teilte er im April 2020 mit. Die New Orleans Pelicans sicherten sich dort seine Rechte.
Mitte Januar 2024 wurde er im Rahmen eines Spielertauschs an die Toronto Raptors abgegeben und im Februar desselben Jahres an den NBA-Konkurrenten Utah Jazz weitergereicht. In der Sommerpause 2024 wurde Lewis von den Washington Wizards verpflichtet, aber noch vor dem Beginn der Saison 2024/25 aus dem Aufgebot gestrichen. Er kam anschließend zur Mannschaft Capital City Go-Go in die NBA G-League.

### Nationalmannschaft
Mit der U19-Nationalmannschaft der Vereinigten Staaten gewann er 2019 in Griechenland den Weltmeistertitel in dieser Altersklasse. Lewis kam im Turnierverlauf auf 4 Punkte je Begegnung.

## Statistik

### NBA

#### Hauptrunde
| Saison  | Team        | GP  | GS | MPG  | FG % | 3P % | FT % | RPG | APG | SPG | BPG | PPG |
| ------- | ----------- | --- | -- | ---- | ---- | ---- | ---- | --- | --- | --- | --- | --- |
| 2020–21 | New Orleans | 54  | 0  | 16.7 | .386 | .333 | .843 | 1.3 | 2.3 | 0.7 | 0.2 | 6.4 |
| 2021–22 | New Orleans | 24  | 0  | 14.2 | .404 | .224 | .833 | 1.6 | 2.0 | 0.5 | 0.0 | 5.9 |
| 2022–23 | New Orleans | 25  | 0  | 9.4  | .455 | .441 | .864 | 1.3 | 0.9 | 0.4 | 0.1 | 4.6 |
| Gesamt  | Gesamt      | 103 | 0  | 14.4 | .401 | .321 | .847 | 1.4 | 1.9 | 0.6 | 0.1 | 5.8 |